# Kohei Kawata
Pour les articles homonymes, voir Kawata.
Kohei Kawata (河田 晃兵, Kawata Kohei) est un footballeur japonais né le 13 octobre 1987. Il évolue au poste de gardien de but.